# Déficit presupuestario
El concepto de déficit fiscal, déficit presupuestario o déficit público describe la situación en la cual los gastos realizados por el Estado superan a los ingresos no financieros en un determinado periodo (normalmente un año).
Cuando se habla de déficit público se está haciendo referencia al déficit del conjunto de las administraciones públicas de un país. Así, por ejemplo, si se refiere al caso español, dentro del déficit público se encontraría una parte originada por el Gobierno, otra por las comunidades autónomas y otra por los Ayuntamientos y diputaciones provinciales, siendo el déficit público la suma de todas ellas.
Se habla de déficit fiscal en una economía cerrada en situaciones en las que el gobierno no tiene acceso al endeudamiento directo con el público, ni dentro ni fuera del país, y que sus reservas internacionales se han agotado. Por lo tanto, la única opción que le queda es endeudarse con el banco central.

## Medida del déficit
La medida cuantitativa del déficit presupuestario se hace a través de la contabilidad nacional que da la medida más precisa de aquel. El criterio que sigue la contabilidad nacional es un criterio de obligaciones contraídas, independiente de los pagos y cobros efectuados.
Para medir su importancia en una economía, se recurre a la proporción que representa el déficit sobre el producto interior bruto que da una idea de la importancia y la trascendencia de este.
Una medida más precisa del déficit es el déficit primario, que es superior al déficit total. Este déficit revela los efectos de las medidas fiscales sobre la deuda neta del sector público con que es importante para ver si el déficit del sector público es sostenible pero se debe tomar en cuenta a la inflación pues este puede afectar el tamaño de los pagos de los intereses. Fuera de la inflación, la diferencia entre el déficit fiscal total y el déficit fiscal primario es la deuda acumulada, que no necesariamente refleja las políticas fiscales vigentes del gobierno.

## Déficit primario, déficit total y deuda
El significado de "déficit" difiere del de "deuda", el cual es una acumulación de déficits anuales. El déficit ocurre cuando los gastos de un gobierno superan sus ingresos. El déficit puede ser medido con o sin incluir los desembolsos por pagos de intereses de la deuda.

El déficit primario se define como la diferencia entre el gasto gubernamental corriente en bienes y servicios y el ingreso total actual de todos los tipos de impuestos por transferencias de pagos. El déficit total (el cual es llamado déficit fiscal o, simplemente, el déficit) es el déficit primario más los pagos por intereses de la deuda.
Entonces, si {\displaystyle t} es un período de tiempo, {\displaystyle G_{t}} es el gasto gubernamental y {\displaystyle T_{t}} es el ingreso por impuestos para el respectivo período de tiempo, entonces el déficit primario es:
{\displaystyle G_{t}-T_{t}\,}
Si {\displaystyle D_{t-1}} es la deuda del año anterior, y {\displaystyle r} es la tasa de interés, entonces el déficit total es:
{\displaystyle rD_{t-1}+G_{t}-T_{t}\,}
Finalmente, la deuda del año actual puede ser calculada a partir de la deuda del año anterior más el déficit total del año en curso, así
{\displaystyle {D_{t}}=(1+r)D_{t-1}+G_{t}-T_{t}\,}
Las tendencias económicas pueden influenciar en el crecimiento o decrecimiento del déficit fiscal de muchas maneras. Los altos niveles de actividad económica generalmente llevan a un mayor ingreso fiscal, mientras que los gastos gubernamentales se incrementan frecuentemente en períodos de recesión económica debido a mayores desembolsos por programas de seguridad social, como las prestaciones por desempleo. Los cambios en las tasas impositivas, políticas de recaudación, niveles de prestaciones sociales y otras decisiones de políticas gubernamentales también pueden tener mayores efectos en la deuda pública. Para algunos países, como Noruega, Rusia y los miembros de la Organización de Países Exportadores de Petróleo (OPEP), los ingresos por el crudo y el gas juegan un importante rol en las finanzas públicas.
La inflación reduce el valor real de la deuda acumulada. Sin embargo, si los inversionistas se anticipan a una inflación a futuro, podrán demandar mayores tasas de interés en la deuda pública, encareciendo así el endeudamiento público.

## El nacimiento del déficit en los años setenta
La existencia de déficits de los presupuestos públicos en los países ha sido un hecho que se empezó a generalizar en los años siguientes a la crisis del petróleo de 1973. 
Como origen del aumento y la persistencia de los déficit públicos se distinguen cuatro hechos principales:
- Inmediatamente después de la crisis del petróleo, las economías experimentaron una fuerte desaceleración de la actividad, como consecuencia se produjo una menor recaudación fiscal y a la vez un aumento de los gastos sociales ligados al desempleo. Este fenómeno conocido como el efecto de los estabilizadores automáticos incrementó la cuantía de los déficit.
- La persistencia de los déficits de presupuesto públicos en las economías ha provocado un aumento del endeudamiento público que ha incrementado los tipos de interés. Todo esto ha desembocado en que el componente de gastos de intereses por esta deuda ha experimentado un gran aumento, contribuyendo a su vez por sí mismo a un mayor déficit.
- La incidencia de la inflación sobre el gasto público. Esta influencia viene motivada por el hecho de que los gastos públicos se adaptan con mayor rapidez a la inflación que los ingresos.
- Aunque cuantitativamente menos importante, también ha tenido un papel trascendente las políticas fiscales discrecionales que se llevaron a cabo sobre todo en los años setenta para luchar contra la paralización de la actividad económica. A partir de 1980 se cambió la estrategia optando por políticas restrictivas desde el punto de vista presupuestario.

## Efectos económicos
Los déficit presupuestarios se habían considerado de forma tradicional en la política económica keynesiana como forma de estimular la demanda de productos y en general la actividad económica ante situaciones de caída del consumo y la inversión privados, pero estas medidas se han demostrado poco eficientes, en determinadas ocasiones, por la existencia de una serie de consecuencias indeseadas de los déficit presupuestario que anulan el efecto inicial expansivo.
1. Efectos de expulsión real. Este efecto supone que los incrementos de la demanda producidos no conllevan una mayor actividad en el país sino que conduce a un incremento de las importaciones que son las beneficiadas del déficit. Un ejemplo de esta situación se dio en Francia de 1981 a 1983.[4]
2. Una segunda manifestación de los efectos de expulsión real se producen en el comportamiento que experimenta el ahorro privado ante el déficit presupuestal. En determinados casos en que el déficit se financia mediante la emisión de dinero y la consiguiente aceleración de la inflación, las familias reaccionan como mecanismo de defensa incrementado su ahorro y por tanto disminuyendo el consumo privado, compensando y diluyendo por tanto el efecto del mayor gasto público.
3. El efecto de la expulsión financiera. La financiación del déficit mediante la acumulación de deuda pública y aumento de los tipos de interés provoca un efecto sobre la economía privada de expulsión, en el sentido de que la escasez de capitales por la deuda provoca que proyectos de inversión y gasto privados no puedan realizarse disminuyendo la actividad privada.

Pero para estudiar adecuadamente los efectos del déficit presupuestario sobre el nivel de actividad hay que tener en cuenta no solo la cuantía del mismo, sino también de la composición del gasto público que se lleva a cabo, la estructura del sistema impositivo, su financiación y también el carácter coyuntural o permanente de sus causas.

## Actuaciones frente al déficit presupuestario
Las actuaciones básicas de lucha frente al déficit presupuestario son las que conllevan el incremento de los ingresos (mediante impuestos directos o indirectos, de diferentes efectos sobre la generalidad de la sociedad según el tipo de impuesto que se utilice), la reducción de los gastos o ambos. Esto puede instanciarse, por ejemplo, en una reducción del área política del sector público. Evidentemente, el problema no tiene solución sencilla, debido a la gran interdependencia de las variables económicas, su multiplicidad, su permanente mutabilidad y la posibilidad de afectar a las personas más desfavorecidas de la sociedad.[cita requerida]

## Déficit presupuestario por país

### Déficit fiscal y pérdida de reservas en Chile y Perú
Dos casos reales muy interesantes demuestran el estrecho vínculo entre un déficit fiscal grande (y creciente) y la pérdida de reservas internacionales, bajo un sistema de tipo de cambio fijo. Ambos, con el objeto de estimular la economía, fomentaron una enorme expansión del gasto público, financiado principalmente mediante la emisión de dinero. 
El primer ejemplo es el caso de Chile entre 1970 y 1973, bajo el gobierno de la Unidad Popular de Salvador Allende. Durante este periodo, el déficit del sector público paso de ser un poco más del 6 % del PIB hasta llegar a un abultado 30 % del producto. El déficit fue financiado en su mayor parte con emisión monetaria. 
Un cuadro similar ocurrió en Perú entre 1985 y 1988, bajo el gobierno de Alan García.
Ambos casos, enseñan una lección parecida: un déficit fiscal grande y creciente, el cual es financiado con emisión de dinero, a la larga es financiado con una pérdida de reservas internacionales y, por lo tanto, es insostenible.[cita requerida] Como contrapartida, el gobierno estadounidense, cuya moneda es muy usada como reserva internacional, sostiene un presupuesto deficitario desde 2002, con déficit creciente entre 2015 y 2020.

### Déficit presupuestario en Europa
A continuación se ofrece una tabla que contiene el déficit o superávit presupuestario de la Unión Europea y de algunos países europeos, entre 1998 y 2011, medido en porcentaje del PIB, según los criterios fijados por la Unión Europea.
| PAÍS                             | 1998 | 1999 | 2000  | 2001  | 2002  | 2003  | 2004 | 2005 | 2006 | 2007 | 2008  | 2009  | 2010  | 2011  |
| -------------------------------- | ---- | ---- | ----- | ----- | ----- | ----- | ---- | ---- | ---- | ---- | ----- | ----- | ----- | ----- |
| Área euro                        | -2,2 | -1,3 | 0,1   | -1,8  | -2,5  | -3,1  | -2,9 | -2,5 | -1,3 | -0,6 | -2,0  | -6,3  | -6,0  |       |
| Área euro (17 países)            | -2,3 | -1,5 | -0,1  | -1,9  | -2,6  | -3,1  | -2,9 | -2,5 | -1,3 | -0,7 | -2,1  | -6,4  | -6,2  | -4,2  |
| Área euro (16 países)            | -2,3 | -1,5 | -0,1  | -1,9  | -2,6  | -3,1  | -2,9 | -2,5 | -1,4 | -0,7 | -2,1  | -6,4  | -6,2  | -4,2  |
| Unión Europea (27 países)        | -1,9 | -1,0 | 0,6   | -1,5  | -2,6  | -3,2  | -2,9 | -2,4 | -1,5 | -0,9 | -2,4  | -6,9  | -6,5  | -4,4  |
| Unión Europea (25 países)        | -1,9 | -1   | 0,6   | -1,5  | -2,6  | -3,2  | -2,9 | -2,5 | -1,5 | -0,9 | -2,4  | -6,9  | -6,6  |       |
| Alemania                         | -2,3 | -1,6 | 1,1   | -3,1  | -3,8  | -4,2  | -3,8 | -3,3 | -1,6 | 0,2  | -0,1  | -3,1  | -4,2  | -0,8  |
| Austria                          | -2,4 | -2,3 | -1,7  | 0,0   | -0,7  | -1,5  | -4,4 | -1,7 | -1,5 | -0,9 | -0,9  | -4,1  | -4,5  | -2,5  |
| Bélgica                          | -0,9 | -0,6 | 0,0   | 0,4   | -0,1  | -0,1  | -0,3 | -2,7 | 0,1  | -0,3 | -1,3  | -5,8  | -4,1  | -3,7  |
| Bulgaria                         | 1,2  | 0,1  | -0,5  | 1,1   | -1,2  | -0,4  | 1,9  | 1    | 1,9  | 1,2  | 1,7   | -4,3  | -3,1  | -3,1  |
| Chipre                           | -4,2 | -4,3 | -2,3  | -2,2  | -4,4  | -6,6  | -4,1 | -2,4 | -1,2 | 3,5  | 0,9   | -6,1  | -5,3  | -6,3  |
| Croacia                          | -    | -    | -     | -     | -4,1  | -4,5  | -4,3 | -4   | -3   | -2,5 | -1,4  | -4,1  | :     | :     |
| Dinamarca                        | 0    | 1,3  | 2,3   | 1,5   | 0,4   | 0,1   | 2,1  | 5,2  | 5,2  | 4,8  | 3,2   | -2,7  | -2,6  | -1,8  |
| Eslovaquia                       | -5,3 | -7,4 | -12,3 | -6,5  | -8,2  | -2,8  | -2,4 | -2,8 | -3,2 | -1,8 | -2,1  | -8    | -7,7  | -4,8  |
| Eslovenia                        | -2,4 | -3   | -3,7  | -4    | -2,4  | -2,7  | -2,3 | -1,5 | -1,4 | 0    | -1,9  | -6,1  | -5,8  | -6,4  |
| España                           | -3   | -1,2 | -0,9  | -0,5  | -0,2  | -0,3  | -0,1 | 1,3  | 2,4  | 1,9  | -4,5  | -11,2 | -9,7  | -9,4  |
| Estonia                          | -0,7 | -3,5 | -0,2  | -0,1  | 0,3   | 1,7   | 1,6  | 1,6  | 2,5  | 2,4  | -2,9  | -2    | 0,2   | 1,0   |
| Finlandia                        | 1,6  | 1,6  | 6,9   | 5,0   | 4,1   | 2,6   | 2,4  | 2,8  | 4,1  | 5,3  | 4,3   | -2,5  | -2,5  | -0,5  |
| Francia                          | -2,6 | -1,8 | -1,5  | -1,5  | -3,1  | -4,1  | -3,6 | -2,9 | -2,3 | -2,7 | -3,3  | -7,5  | -7,1  | -5,2  |
| Grecia                           | :    | :    | -3,7  | -4,5  | -4,8  | -5,6  | -7,5 | -5,2 | -5,7 | -6,5 | -9,8  | -15,8 | -10,6 | -9,4  |
| Hungría                          | -7,8 | -5,4 | -3,0  | -4,0  | -8,9  | -7,3  | -6,5 | -7,9 | -9,3 | -5,1 | -3,7  | -4,6  | -4,2  | 4,3   |
| Irlanda                          | 2,4  | 2,7  | 4,8   | 0,9   | -0,3  | 0,4   | 1,4  | 1,6  | 2,9  | 0,1  | -7,3  | -14,3 | -31,3 | -13,4 |
| Islandia                         | :    | :    | :     | :     | :     | :     | :    | 4,9  | 6,3  | 5,4  | -13,5 | -10   | -10,1 | -4,4  |
| Italia                           | -2,8 | -1,7 | -0,8  | -3,1  | -2,9  | -3,5  | -3,5 | -4,4 | -3,4 | -1,6 | -2,7  | -5,4  | -4,6  | -3,9  |
| Letonia                          | 0,0  | -3,9 | -2,8  | -2    | -2,3  | -1,6  | -1,0 | -0,4 | -0,5 | -0,4 | -4,2  | -9,8  | -8,2  | -3,5  |
| Lituania                         | -3,1 | -2,8 | -3,2  | -3,6  | -1,9  | -1,3  | -1,5 | -0,5 | -0,4 | -1,0 | -3,3  | -9,5  | -7,2  | -5,5  |
| Luxemburgo                       | 3,4  | 3,4  | 6,0   | 6,1   | 2,1   | 0,5   | -1,1 | 0,0  | 1,4  | 3,7  | 3     | -0,9  | -1,1  | -0,6  |
| Malta                            | -9,9 | -7,7 | -5,8  | -6,4  | -5,8  | -9,2  | -4,7 | -2,9 | -2,8 | -2,4 | -4,6  | -3,7  | -3,6  | -2,7  |
| Noruega                          | :    | :    | :     | 13,5  | 9,3   | 7,3   | 11,1 | 15,1 | 18,5 | 17,7 | 19,1  | 10,6  | 11,2  | 13,6  |
| Países Bajos                     | -0,9 | 0,4  | 2,0   | -0,2  | -2,1  | -3,1  | -1,7 | -0,3 | 0,5  | 0,2  | 0,5   | -5,6  | -5,1  | -4,7  |
| Polonia                          | -4,3 | -2,3 | -3,0  | -5,3  | -5,0  | -6,2  | -5,4 | -4,1 | -3,6 | -1,9 | -3,7  | -7,3  | -7,8  | -5,1  |
| Portugal                         | -3,4 | -2,7 | -2,9  | -4,3  | -2,9  | -3,0  | -3,4 | -5,9 | -4,1 | -3,1 | -3,6  | -10,1 | -9,8  | -4,2  |
| Reino Unido                      | -0,1 | 0,9  | 3,6   | 0,5   | -2,1  | -3,4  | -3,5 | -3,4 | -2,7 | -2,7 | -5,0  | -11,5 | -10,3 | -8,3  |
| República Checa                  | -5,0 | -3,7 | -3,7  | -5,6  | -6,8  | -6,6  | -3,0 | -3,6 | -2,6 | -0,7 | -2,7  | -5,9  | -4,8  | -3,1  |
| Rumanía                          | -3,2 | -4,4 | -4,7  | -3,5  | -2,0  | -1,5  | -1,2 | -1,2 | -2,2 | -2,9 | -5,7  | -9    | -6,9  | -5,2  |
| Suecia                           | 1,1  | 0,9  | 3,6   | 1,5   | -1,3  | -1,0  | 0,6  | 2,2  | 2,3  | 3,6  | 2,2   | -0,7  | 0,3   | 0,3   |
| Turquía                          | :    | :    | :     | -33,0 | -12,9 | -11,3 | -4,5 | -0,6 | 0,8  | -1   | -2,2  | -6,7  | :     | :     |
| Fuente:Eurostat Comisión Europea |      |      |       |       |       |       |      |      |      |      |       |       |       |       |